# チジンドゥ・ウジャー
チジンドゥ・ウジャー（Chijindu Ujah、1994年3月5日 ‐ ）は、イングランド・ロンドン出身でナイジェリア系イギリス人の陸上競技選手。専門は短距離走で、100mの自己ベストはイギリス歴代3位タイの9秒96。100mの10秒の壁をイギリス史上最年少の20歳で破った選手である。オリンピックと世界選手権を通じて、100mでは決勝進出をわずかの差で逃しているが、4×100mリレーでは2017年ロンドン世界選手権で金メダルを獲得している。

## 経歴

### 2010年まで
ナイジェリアからイギリスに移住した父親と、イギリス出身のナイジェリア系イギリス人の母親の下、3歳年上の兄とともにイギリス・ロンドンのエンフィールド・タウン (en) で生まれ育った。
サッカーと陸上競技に取り組んでいたが（サッカーのポジションは右ウイング）、16歳の時に陸上競技に専念することを決めた。なお、もしも陸上競技で上手くいかなかった場合はラッパーになろうと考えていた。

### 2011年
7月の世界ユース選手権 (en) で初の世界大会を経験し、男子100mで決勝まで進出した（結果は8位）。同年9月には英連邦ユース競技大会 (en) にイングランド代表として出場し、男子100mは0秒02差、男子4×100mリレー（4走）は0秒06差で金メダルを逃したものの、出場した2種目で銀メダルを獲得した。

### 2012年
7月の世界ジュニア選手権男子100mでは決勝に進出し、10秒39（+0.1）の自己ベスト（当時）をマークして6位入賞を果たした。

### 2013年

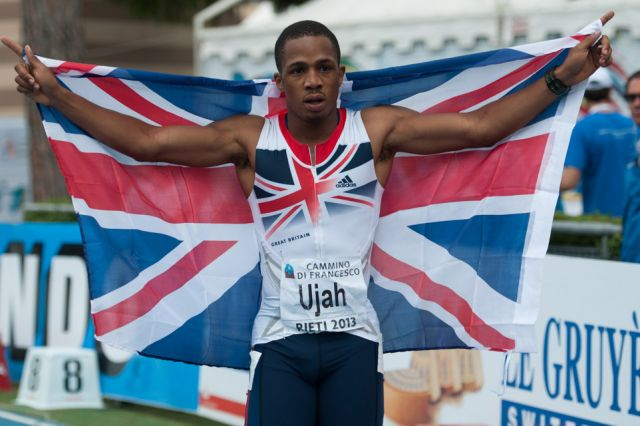
2013年ヨーロッパジュニア選手権

6月のヨーロッパジュニア選手権 (en) 男子100mを10秒40（-1.5）で制し、主要国際大会において初の金メダルを獲得した。

### 2014年
6月8日のフランシナ・ブランカース＝クン大会 (en) 男子100mで自己ベスト（10秒17）を大幅に更新する9秒96（+1.4）をマークし、イギリス史上5人目となる10秒の壁をイギリス史上最年少（20歳95日）で突破。リンフォード・クリスティ（9秒87）、ジェームズ・ダサオル（9秒91）に次ぐイギリス歴代3位に名を連ね、ドウェイン・チェンバースが保持していたU23イギリス記録（9秒97）を更新した。シニア1年目からシニアの主要国際大会での活躍も期待されたが、7-8月の英連邦競技大会には選考期間内（2014年1月1日から6月2日）で基準を満たさなかったためイングランド代表に選出されず、8月のヨーロッパ選手権は男子100mの3つ目のイギリス代表枠をジェームズ・ダサオルと争ったが敗れた（男子4×100mリレー代表には選出されたが出番はなかった）。

### 2015年
2月の英国室内選手権男子60mは6秒57で初優勝を飾ると、シニアの国際大会初出場となった3月のヨーロッパ室内選手権 (en) 男子60mは決勝でフライングを犯し失格に終わった。7月の英国選手権 (en) 男子100mはアダム・ジェミリやリチャード・キルティといった有力選手が怪我で不在だったものの、決勝ではジェームズ・ダサオルに0秒12差をつける10秒10（-0.6）で初優勝を飾った。7月24日のセインズブリーズアニバーサリーズゲームズ男子100mでは向かい風の中、2度目の9秒台および自己ベストタイの9秒96（-0.8）をマーク。シニアの世界大会デビューとなった8月の北京世界選手権には男子100mと男子4×100mリレーに出場すると、男子100mは予選と準決勝で9秒台に迫る10秒05をマークしたが（風速はそれぞれ+0.5と+0.9）、決勝に進出するには0秒06及ばなかった。決勝のみ出場した男子4×100mリレー（4走）は3走とのパトンパスに失敗し、3位の座から一転して失格に終わった。

### 2016年
6月の英国選手権男子100mは9秒97（+3.0）で3位に終わり、追い風参考記録ながら3位までが9秒台という高速レースを制することができず連覇を逃した。7月のヨーロッパ選手権男子4×100mリレー（4走）では38秒17で優勝に貢献し、シニアの国際大会で初のメダルとなる金メダルを獲得した。8月のリオデジャネイロオリンピックでは男子100mと男子4×100mリレーに出場すると、男子100mは準決勝で9秒台に迫る10秒01（+0.2）をマークしたが、決勝に進出するには0秒002及ばなかった。男子4×100mリレー（4走）は予選のみ出場し、38秒06で決勝進出に貢献した（決勝のイギリスは37秒98で5位）。

### 2017年
7月1日の英国選手権男子100mでは準決勝で9秒98（+2.8）をマークし、全体1位（唯一の9秒台）で決勝に進出したが、軽い怪我を負ったため決勝は棄権した。英国選手権でロンドン世界選手権イギリス代表の座を確保することはできなかったが、選考の結果イギリス代表に選出された（男子100m・男子4×100mリレー）。8月のロンドン世界選手権では男子100mと男子4×100mリレーに出場すると、男子100mは前回大会に続いて準決勝に進出するも、着順で決勝に進出できる組3着には0秒03、タイムで拾われるには0秒02届かず、10秒12（+0.4）の組4着で決勝進出を逃した。男子4×100mリレー（1走）では決勝で37秒47のヨーロッパ新記録を樹立しての優勝に貢献。1999年セビリア大会でイギリスが樹立した従来の記録（37秒73）を18年ぶりに更新し、オリンピックも含めこの種目では1912年ストックホルムオリンピックと2004年アテネオリンピックに続く金メダルをイギリスにもたらした。今シーズンのダイヤモンドリーグ男子100mのツアーチャンピオンを決める大会となった8月24日のヴェルトクラッセチューリッヒでは自己ベスト（9秒96）に迫る9秒97（0.0）をマークし、ベン＝ユスフ・メイテに同タイム着差ありで競り勝ちツアーチャンピオンに輝いた。

### 2021年
東京オリンピック陸上男子4×100mリレーでは銀メダルを獲得したが、五輪期間中に受けた検査で反ドーピング規則に違反した分析結果が出たため暫定資格停止処分を受け、2022年2月に失格を正式に決定、メダルが剥奪された。

## 自己ベスト
記録欄の（　）内の数字は風速（m/s）で、+は追い風、-は向かい風を意味する。
| 種目 | 記録                      | 年月日                     | 場所                  | 備考            |
| 屋外 | 屋外                      | 屋外                       | 屋外                  | 屋外            |
| ---- | ------------------------- | -------------------------- | --------------------- | --------------- |
| 100m | 9秒96 (+1.4) 9秒96 (-0.8) | 2014年6月8日 2015年7月24日 | ヘンゲロー ロンドン   | U23イギリス記録 |
| 100m | 9秒95w (+2.4)             | 2017年5月27日              | ユージーン            | 追い風参考記録  |
| 200m | 20秒39 (+1.7)             | 2017年4月8日               | テンピ                |                 |
| 室内 |                           |                            |                       |                 |
| 60m  | 6秒53                     | 2015年2月1日 2018年2月7日  | リーバレー ニューアム |                 |

## 主要大会成績
備考欄の記録は当時のもの
| 年   | 大会                          | 場所             | 種目    | 結果   | 記録          | 備考             |
| ---- | ----------------------------- | ---------------- | ------- | ------ | ------------- | ---------------- |
| 2011 | 世界ユース選手権 (en)         | リール           | 100m    | 8位    | 10秒69 (-0.3) |                  |
| 2011 | 英連邦ユース競技大会 (en)     | ダグラス         | 100m    | 2位    | 10秒52 (+2.9) | イングランド代表 |
| 2011 | 英連邦ユース競技大会 (en)     | ダグラス         | 4x100mR | 2位    | 41秒06 (4走)  | イングランド代表 |
| 2012 | 世界ジュニア選手権            | バルセロナ       | 100m    | 6位    | 10秒39 (+0.1) | 自己ベスト       |
| 2012 | 世界ジュニア選手権            | バルセロナ       | 4x100mR | 決勝   | DQ (2走)      | 予選39秒09 (2走) |
| 2013 | ヨーロッパジュニア選手権 (en) | リエーティ       | 100m    | 優勝   | 10秒40 (-1.5) |                  |
| 2015 | ヨーロッパ室内選手権 (en)     | プラハ           | 60m     | 決勝   | DQ            | 準決勝6秒57      |
| 2015 | 世界選手権                    | 北京             | 100m    | 準決勝 | 10秒05 (+0.9) |                  |
| 2015 | 世界選手権                    | 北京             | 4x100mR | 決勝   | DNF (4走)     | 予選未出場       |
| 2016 | ヨーロッパ選手権              | アムステルダム   | 4x100mR | 優勝   | 38秒17 (4走)  |                  |
| 2016 | オリンピック                  | リオデジャネイロ | 100m    | 準決勝 | 10秒01 (+0.2) |                  |
| 2016 | オリンピック                  | リオデジャネイロ | 4x100mR | 予選   | 38秒06 (4走)  | 決勝進出         |
| 2017 | 世界リレー (en)               | ナッソー         | 4x100mR | 決勝   | DNF (1走)     | 予選38秒32 (1走) |
| 2017 | 世界選手権                    | ロンドン         | 100m    | 準決勝 | 10秒12 (+0.4) |                  |
| 2017 | 世界選手権                    | ロンドン         | 4x100mR | 優勝   | 37秒47 (1走)  | ヨーロッパ記録   |
| 2018 | 世界室内選手権                | バーミンガム     | 60m     | 準決勝 | DQ            | 予選6秒59        |

### ダイヤモンドリーグ
優勝したダイヤモンドリーグの大会を記載（個人種目のみ）。背景が金色の種目はポイント対象レース、背景が金色の大会はツアーチャンピオンを決める大会を意味する。
| 年   | 大会                           | 場所         | 種目 | 記録          | 備考     |
| ---- | ------------------------------ | ------------ | ---- | ------------- | -------- |
| 2017 | ゴールデンガラ                 | ローマ       | 100m | 10秒02 (-0.2) |          |
| 2017 | アニバーサリーズゲームズ       | ロンドン     | 100m | 10秒02 (+0.3) |          |
| 2017 | ムハンマド6世・ラバト国際 (en) | ラバト       | 100m | 9秒98 (-0.3)  | 大会記録 |
| 2017 | バーミンガムグランプリ         | バーミンガム | 100m | 10秒08 (-0.2) |          |
| 2017 | ヴェルトクラッセチューリッヒ   | チューリッヒ | 100m | 9秒97 (0.0)   |          |

### 英国選手権
優勝した英国選手権 (en) ・英国室内選手権 (en) を記載
| 年   | 大会           | 場所           | 種目 | 記録          | 備考 |
| ---- | -------------- | -------------- | ---- | ------------- | ---- |
| 2015 | 英国室内選手権 | シェフィールド | 60m  | 6秒57         |      |
| 2015 | 英国選手権     | バーミンガム   | 100m | 10秒10 (-0.6) |      |